# Bycanistes
Bycanistes Cabanis & Heine, 1860 è un genere di uccelli della famiglia Bucerotidae.

## Tassonomia
Il genere comprende le seguenti specie:
- Bycanistes fistulator (Cassin, 1850)
- Bycanistes bucinator (Temminck, 1824) - bucero trombettiere
- Bycanistes cylindricus (Temminck, 1831)
- Bycanistes albotibialis (Cabanis & Reichenow, 1877)
- Bycanistes subcylindricus (Sclater, PL, 1871)
- Bycanistes brevis Friedmann, 1929 - bucero guanceargentate